# Alfred Jodl
Alfred Josef Ferdinand Jodl (Würzburg, 10 de maig de 1890 – Nuremberg, 16 d'octubre de 1946) fou un comandant militar alemany. No va estar vinculat personalment amb el Partit Nazi.

## Segona Guerra Mundial
Com a cap d'operacions del Comandament Suprem de l'Exèrcit (Oberkommando der Wehrmacht, OKW) durant la Segona Guerra Mundial, a les ordres de Wilhelm Keitel. Va tenir un paper decisiu en l'ocupació de Dinamarca i Noruega. El 1941 i el 1942 va dictar sengles ordres per les quals els comissaris soviètics havien de ser executats, i els combatents irregulars, tant els comandos dels exèrcits aliats com els maquis i partisans, no s'havien de considerar presoners de guerra. Va resultar ferit en el Complot del 20 de juliol de 1944 contra Hitler. El 7 de maig de 1945 va signar la rendició incondicional del Reich en representació del president Karl Dönitz.

## Condemna i rehabilitació
Als judicis de Nuremberg fou condemnat a mort per crims de guerra (amb el vot en contra del jutge francès) i executat, tot i que el 1953 seria exonerat per un tribunal alemany i els seus béns, que li havien estat confiscats, retornats a la seva vídua. De fet, totes les seves accions es poden considerar netament militars i, fins i tot, en dues ocasions va desplaure Hitler amb les seves decisions.